# سالنما

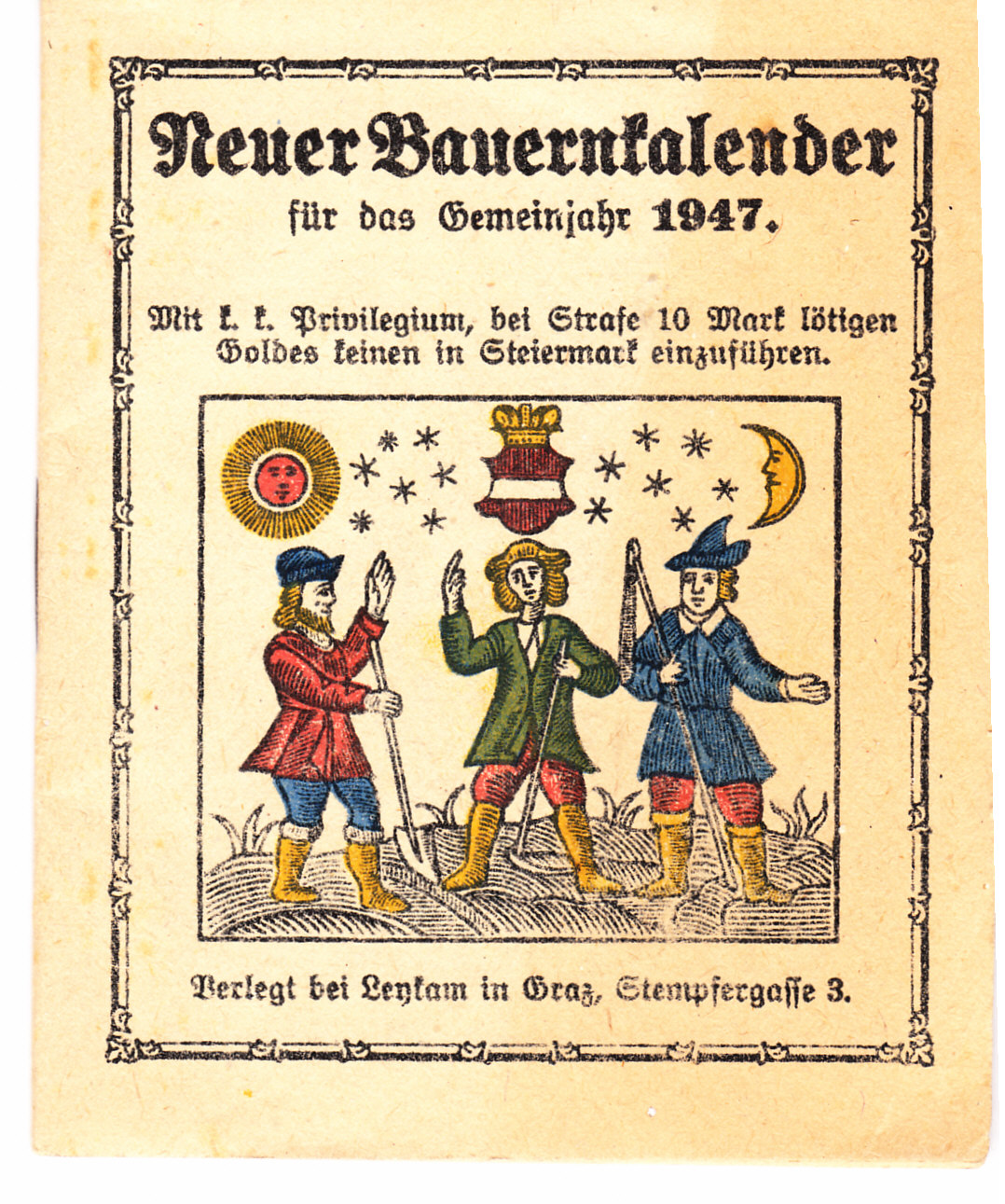
یک سالنَما قدیمی

سالنَما گونه‌ای نشریه سالانه است که تقویم کاری یک سازمان، شرکت یا پروژه را در خود دارد. این نشریه شامل اطلاعات آب و هوا، برنامهٔ کاشت (در کشاورزی)، جدول جزر و مد و شامل اطلاعات دسته‌بندی‌شده در زمینه‌های تخصصی است که معمولاً روی یک تقویم پیاده‌سازی شده است.
داده‌های ستاره‌شناسی و اطلاعات مختلف آماری در این نشریه‌ها مانند ساعت طلوع و غروب خورشید و ماه، ماه‌گرفتگی یافت می‌شود.
در کشورهای مسیحی، سالنماها شامل رویدادهای کلیساها، دادگاه‌ها، فهرست برنامه زمانبندی و چیزهای از این دست نیز هست.